# Helmut de Raaf
Helmut de Raaf (* 5. November 1961 in Neuss) ist ein ehemaliger deutscher Eishockeytorwart. Er ist Mitglied der deutschen Eishockey Hall of Fame.

## Karriere
Er spielte von der Saison 1980/81 bis 1982/83 bei der Düsseldorfer EG. Zwischen 1983/84 und 1987/88 spielte er bei den Kölner Haien, mit denen er viermal die Deutsche Meisterschaft gewann. Danach wechselte er zurück zur Düsseldorfer EG, wo er bis 1996 spielte und den Gewinn fünf weiterer Landesmeistertitel verzeichnen konnte. Weitere Zwischenstationen waren ESC Moskitos Essen und Grefrather EV. Von 1998 bis 2001 spielte Helmut de Raaf bei den Adler Mannheim als Aushilfstorhüter, mit denen er noch zweimal Deutscher Meister im Eishockey wurde. Insgesamt erreichte er neun offizielle Meistertitel sowie zwei weitere Titel als Aushilfstorhüter. Mit seinen neun Titeln ist er zusammen mit Wilhelm Bechler der erfolgreichste Torhüter überhaupt. In den 1990er Jahren war er deutscher Nationaltorhüter.
Von 1999 bis 2013 trainierte er die Jungadler Mannheim, 2004 übernahm er auch kurz das Profiteam der Adler. 2013 ging de Raaf zum EHC München und wurde Assistenztrainer von Pierre Pagé. In der Saison 2015/16 war er Cheftrainer der Schwenninger Wild Wings.
Im März 2016 übernahm er den Posten des Direktors der Eishockey-Akademie des EHC Red Bull München und des EC Red Bull Salzburg in Liefering.

## Erfolge
- 4 × Deutscher Meister mit dem Kölner EC (1984, 1986–1988)
- 5 × Deutscher Meister mit der Düsseldorfer EG (1990–1993, 1996)
- 2 × Deutscher Meister mit Adler Mannheim (1999, 2001)
- 5 × Teilnahme A-Weltmeisterschaft (1987, 1990–1992, 1993)
- 3 × Olympiateilnahme (1988, 1992, 1994)
- 10 × Deutscher Nachwuchsmeister mit den Jungadlern Mannheim (2002–2006, 2008–2010, 2012–2013) (als Trainer)
- 1993 Spieler des Jahres